# Arta Vela
Arta Vela – bezludna wyspa w Chorwacji, na Morzu Adriatyckim. Jej powierzchnia wynosi 1,28 km², a maksymalna wysokość 95 m n.p.m. Administracyjnie należy do żupanii szybenicko-knińskiej.